# Maja Matarić
Maja J. Matarić (* 1965 in Belgrad, Jugoslawien) ist eine US-amerikanische Informatikerin und Hochschullehrerin. Sie ist Chan Soon-Shiong Distinguished Professor für Informatik, Neurowissenschaften und Pädiatrie an der University of Southern California und Gründungsdirektorin des Robotics and Autonomous Systems Center (RASC) der University of Southern California (USC). Sie ist Co-Direktorin des USC-Robotik-Forschungslabors und Vizedekanin für Forschung an der USC Viterbi School of Engineering.

## Leben und Werk
Matarić zog im Alter von 16 Jahren in die USA. Sie studierte Informatik an der University of Kansas, wo sie 1987 den Abschuss eines Bachelor of Science erhielt. Am Massachusetts Institute of Technology erwarb sie 1990 den Master of Science und promovierte 1994 bei Rodney Allen Brooks mit der Dissertation Interaction and Intelligent Behavior. Als Assistant Professor of Computer Science unterrichtete sie dann bis 1997 an der Brandeis University. Anschließend forschte sie als Assistant Professor of Computer Science and Neuroscience an der USC. Dort wurde sie 2006 Professorin und Senior Associate Dean for Research und 2012 Chan Soon-Shiong Professor and Vice Dean for Research.
Sie war von Januar 2020 bis Juli 2021 Interims-Vizepräsidentin für Forschung der USC, von 2006 bis 2019 Vizedekanin für Forschung der USC Viterbi School of Engineering.

## Forschung
Im Jahr 2002 gründete sie das USC-Center for Robotics and Embedded Systems, um die Zusammenarbeit zwischen Experten aus den Bereichen Ingenieurwesen, Informatik, Neurowissenschaften, Kognitionswissenschaft, Sozialwissenschaften und Bildung zu fördern.
Zu ihren Forschungsinteressen gehört die Entwicklung der Mensch-Roboter-Interaktion für Genesung, Rehabilitation, Training und Bildung für Kinder mit Autismus-Spektrum-Störungen, Überlebende von Schlaganfällen und traumatischen Hirnverletzungen sowie Personen mit Alzheimer-Krankheit.
Sie ist eine Pionierin auf dem Gebiet der sozial unterstützenden Robotik, die sich auf die Entwicklung personalisierter Mensch-Roboter-Interaktionsmethoden zur Verhaltensänderung mit dem Ziel Gesundheit, Wohlbefinden, Rehabilitation, Training und Bildung konzentriert. Ihr Interaction Lab konzentriert sich auf unterstützende Systeme, die Menschen durch soziale Interaktion statt durch physischen Kontakt unterstützen können. Die Forschung umfasst intelligente Mensch-Roboter-Interaktion (HRI) und multimodales verhaltensdatengesteuertes Lernen in komplexen und dynamischen Umgebungen wie Schulen, Rehabilitationszentren, Krankenhäuser und Heimen. Sie stützt ihre Arbeit auf Theorien, Modelle und Kooperationen aus den Neurowissenschaften, der Kognitionswissenschaft, den Sozialwissenschaften, den Gesundheitswissenschaften und der Pädagogik.
Matarić hat zahlreiche Veröffentlichungen, ist Autorin eines Einführungslehrbuchs in die Robotik, The Robotics Primer (MIT Press 2007), ist Mitglied der Redaktion von ACM Transactions on Human-Robot Interaction und war Mitherausgeberin von drei großen Zeitschriften. Sie war Mitglied einer Reihe von Beiräten, darunter des Abteilungsbeirats der National Science Foundation Computing and Information Sciences and Engineering (CISE), des Computing Community Consortium (CCC) Council sowie der wissenschaftlichen Beiräte Willow Garage und Evolution Robotics.
Am 27. April 2023 betrug ihr h-Index 105.

## Auszeichnungen (Auswahl)
- 1996: National Science Foundation Early Career Award
- 2000: IEEE Robotics and Automation Society Early Career Award
- 2004: Forschungspreis der Okawa Foundation
- 2005: USC Viterbi School of Engineering Service Award
- 2007: Fellow der American Association for the Advancement of Science
- 2009: Presidential Award for Excellence in Science, Mathematics, and Engineering Mentoring[5]
- 2010: Fellow des IEEE
- 2011: Presidential Award for Excellence in Science, Mathematics, and Engineering Mentoring[6]
- 2013: Anita Borg Institute Women of VIsion Award für Innovation[7]
- 2017: Fellow der Association for the Advancement of Artificial Intelligence
- 2021: Fellow der Association for Computing Machinery[8]
- 2023: Wahl in die American Academy of Arts and Sciences
- 2025: Mitglied der National Academy of Engineering